# François-Pierre de Rigaud de Vaudreuil
Pour les articles homonymes, voir Rigaud et Vaudreuil.
Ne doit pas être confondu avec Pierre de Rigaud de Vaudreuil.
François-Pierre de Rigaud de Vaudreuil, né le 8 février 1703  à Montréal (Canada, Nouvelle-France) et décédé le 24 août 1779 à Muides-sur-Loire, Château de Colliers est un homme politique français ayant été gouverneur des Trois-Rivières et gouverneur de Montréal en Nouvelle-France.

## Biographie
François-Pierre de Rigaud de Vaudreuil est le frère de Pierre de Rigaud de Vaudreuil de Cavagnial, dernier gouverneur de Nouvelle-France. Il était le cinquième fils de Philippe, premier marquis de Vaudreuil, et de Louise-Élisabeth de Joybert de Soulanges et de Marson. En 1712, le ministre lui fit donner une enseigne dans les troupes de la Marine puis en 1717, il fut nommé garde de la marine. Devenu lieutenant le 2 juin 1720, le ministre lui fit donner une enseigne dans les troupes de la Marine.
En 1732, il obtient, pour lui-même et son frère Pierre, la seigneurie de Rigaud situé à l'extrémité Ouest du territoire découpé en seigneuries sur les bords de la rivière des Outaouais. La seigneurie ne fait pas l'objet de peuplement ou de développement sous la coupe des deux frères jusqu'à sa vente en 1760. En 1737, il se fait concéder la Seigneurie Saint-Joseph-de-Beauce mais l'échange rapidement contre la Seigneurie Rigaud-De Vaudreuil avec son beau-père à Joseph de Fleury de La Gorgendière. Il obtient le poste de Major des troupes de la Marine en 1741. En 1746, il se rend au fort Fort Saint-Frédéric; longe la Rivière Hoosic et fait le Siège de Fort Massachusetts. François-Pierre de Rigaud de Vaudreuil reçoit en 1748 la Seigneurie de Maska (les gentilés actuels Maskoutaine et Maskoutain en sont les dérivés) du roi de France Louis XV. Cette seigneurie lui est attribuée en guise de récompense pour ses loyaux services auprès de la communauté de la Nouvelle-France. Il s'agit du dernier legs de la France au Canada à l'époque coloniale. Louis XV en ratifie la concession par brevet le 30 avril 1749. Couvrant une superficie de 36 lieux, ce territoire immense, traversé par une rivière et une forêt riche en pins, n'est pas exploité par Pierre-François Rigaud de Vaudreuil. Il reste vierge jusqu'au 25 octobre 1753, date où il est vendu devant les notaires Dulaurent & Sanguinet à Jacques-Hyacinthe-Simon Delorme, entrepreneur pour les plates-formes et affûts d'artillerie. Le territoire est octroyé pour la somme de 4000 francs, soit environ 800 $ à l'époque.  Jacques-Hyacinthe-Simon-Delorme modifie l'appellation du territoire pour celle de son saint patron, Saint-Hyacinthe.
Le 1er mai 1749, il succédait au chevalier Bégon comme gouverneur des Trois-Rivières. En 1754, il eut un congé pour se rendre en France. En février 1757, son frère Pierre Rigaud de Vaudreuil, alors gouverneur général, lui confiait le commandement d'une expédition destinée à frapper un coup imprévu sur le fort William-Henry. Le 1er mai 1757, il était investi de la charge de gouverneur de Montréal. 
Après la capitulation de Montréal, il passa en France avec son frère et le roi le dota à vie d'une pension de 2 000 livres. Les deux frères vécurent ensemble à Paris et au château de Colliers, commune de Muides-sur-Loire, en Loir-et-Cher. C'est là qu'il mourut, le 24 août 1779, connu dans la région sous le nom de marquis de Rigaud.

## Toponymie
Le nom de la ville de Rigaud au Québec, située dans l'ancienne seigneurie de Rigaud, rappelle le souvenir de François-Pierre de Rigaud de Vaudreuil et de son frère Pierre de Rigaud de Vaudreuil. Il en est de même pour les toponymes dérivés du nom de la ville, notamment la baie de Rigaud, la montagne de Rigaud, la rivière Rigaud, la rivière Rigaud Est, la rivière Rigaud Sud, la circonscription sénatoriale de Rigaud, la paroisse de Sainte-Madeleine-de-Rigaud, le parc Desjardins-de-Rigaud, la rue Rigaud, la rue des Boisés-de-Rigaud, le bureau de poste Rigaud et l'aire de service de Rigaud.